# Кэн, Жюльен
Жюльен Кэн (фр. Julien Cain; 1887, Монморанси, Франция — 1974, Париж, Франция) — французский библиотечный деятель, искусствовед и историк.

## Биография
Родился в 1887 году в Монморанси. В 1906 году поступил в Парижский университет, который окончил в 1911 году, затем обучался в художественной школе Лувра (с 1914 по 1919 год). В 1930 году был избран генеральным директором Национальной библиотеки в Париже, которую с перерывом возглавлял вплоть до 1964 года.
В 1939 году в начале Второй мировой войны руководил эвакуацией ценностей музеев Парижа. В конце января 1940 года попал в плен к немцам, которые в феврале 1944 года отправили его в концлагерь Бухенвальд, где он пробыл в плену вплоть до апреля 1945 года. После освобождения вернулся в Национальную библиотеку в Париже и продолжил руководить ею, одновременно с этим в 1945 году основал Управление библиотек и публичного чтения при Министерстве образования Франции, которое сам и возглавил с 1946 года. В 1963 году основал Высшую национальную библиотечную школу, которая в том же году распахнула свои двери и возглавлял её вплоть до смерти.
Скончался 9 октября 1974 года.

## Членство в обществах
- 1953-59 — Вице-президент ИФЛА.
- 1958-66 — Член Исполнительного совета ЮНЕСКО.

## Награды и премии
Имел многочисленные правительственные награды.